# Gran Vía

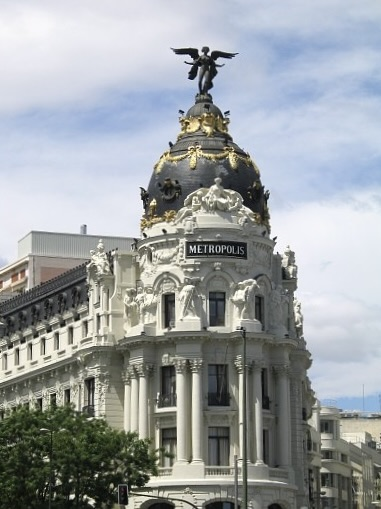
Das Metropolis-Haus auf der Gran Vía in Madrid

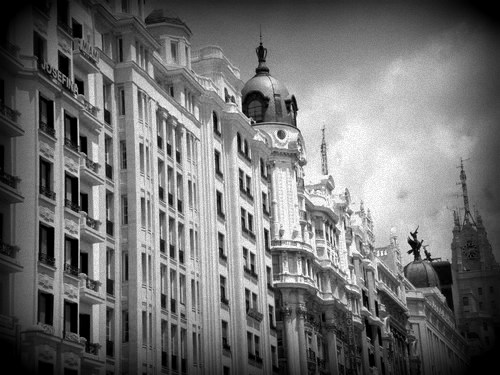
Gran Vía in Madrid

Die Gran Vía war bis in die 1960er Jahre die größte und bedeutendste Einkaufsstraße Madrids. Auch heute gibt es dort noch zahlreiche Boutiquen, Kinos, Eisdielen und Theater. Sie beginnt in der Nähe der Plaza de Cibeles: An der Einmündung mit der Calle de Alcalá steht das Metropolis-Haus. Von dort führt sie aufwärts zur Kreuzung mit Calle Montera und Calle de Fuencarral (Red de San Luis), an der der Telefónica-Turm steht. Dort befindet sich auch die Station Gran Vía der Metro-Linien 1 und 5. Danach führt die Gran Vía weiter zur Plaza del Callao und dann bergab bis zur Plaza de España.

## Geschichte
Schon ab der Mitte des 19. Jahrhunderts dachte man, orientiert am Pariser Vorbild der Planungen von Georges-Eugène Haussmann, an einen Straßendurchbruch zwischen dem Zentrum und dem Nordwesten von Madrid. Am 3. März 1886 wurde ein einschlägiges Projekt verabschiedet, aber nicht realisiert. 1897 bis 1901 zogen sich die zum Teil mit großer Härte geführten Diskussionen um ein erneutes Projekt hin. Vorgeschlagen wurde ein Durchbruch in drei Abschnitten: Avenida A (534 m) Bulevar (409 m) und Avenida B (417 m). Straßenbreite 25 m, im Falle des Boulevards 35 m.

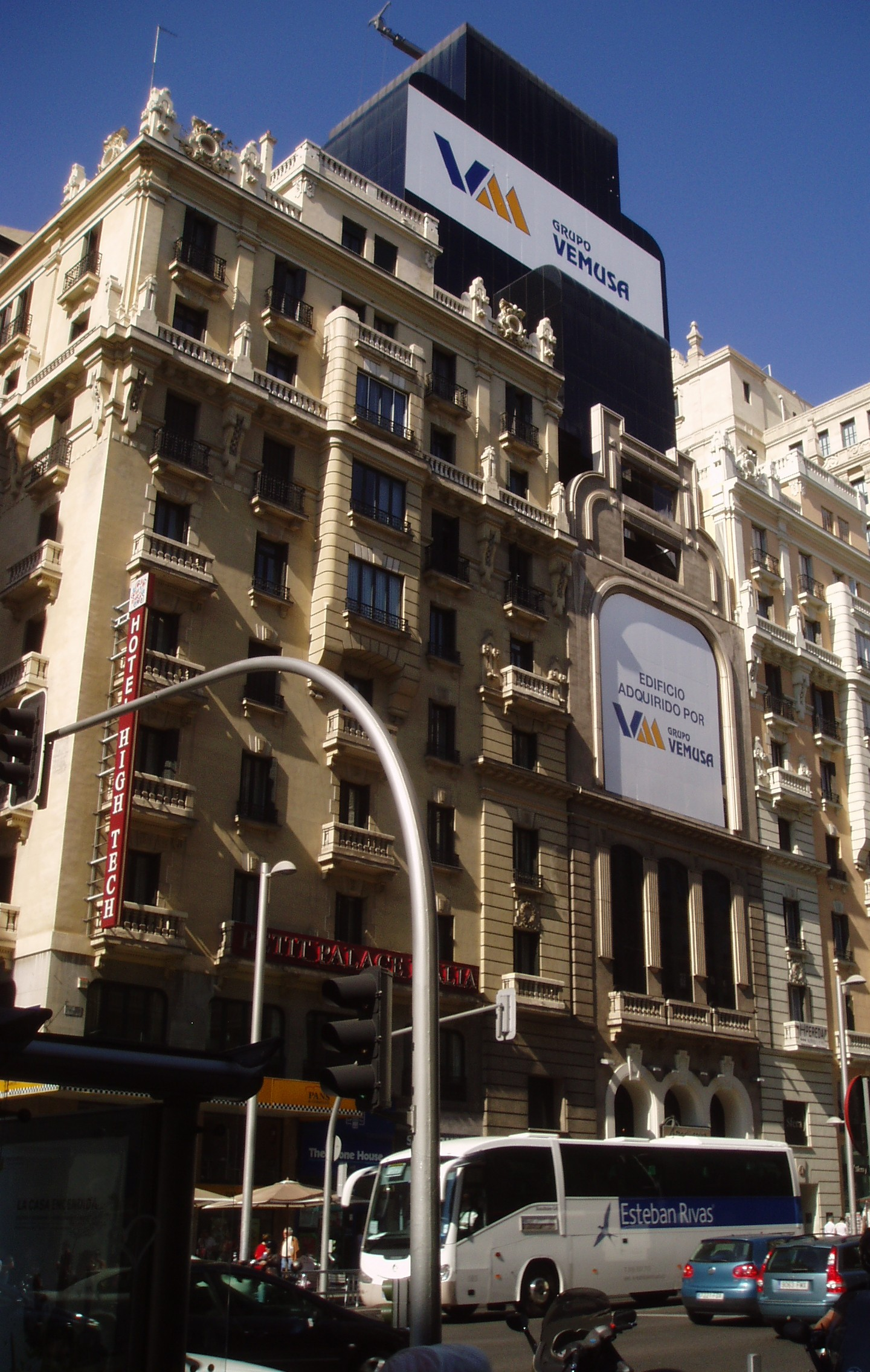
Gran Vía 30

Feierlicher Baubeginn war der 4. April 1910.  Der erste Abschnitt wurde 1910–1915 realisiert, das Gesamtprojekt war um 1927 abgeschlossen.
Aufgrund der bewegten Geschichte Spaniens im 20. Jahrhundert trug der Straßenzug unterschiedliche Namen. Der erste Abschnitt (1910–1917) hieß zunächst Calle del Conde de Peñalver; der zweite (1917–1921) Calle de Francisco Pi i Margall, der dritte, 1925 begonnene, Calle Eduardo Dato Iradier. Kurz vor Ausbruch des Spanischen Bürgerkriegs waren „revolutionäre“ Namen gefragt. Abschnitt 1 und 2 hießen nun Avenida de la C.N.T., nach der anarchosyndikalistischen Gewerkschaft Confederación Nacional del Trabajo. Im Bürgerkrieg hießen sie Avenida de Rusia, was bald in Avenida de la Unión Soviética geändert wurde. Im Volksmund wurde das variiert zu Avenida de los obuses – „Haubitzenavenue“ – weil speziell das hohe Telefonica-Gebäude der Artillerie der belagernden Franco-Truppen als Zielorientierung diente.
Unter Franco hieß der Straßenzug dann offiziell Avenida de José Antonio, nach dem Gründer der Falange José Antonio Primo de Rivera. Seit 1981 heißt er offiziell – wie zuvor schon inoffiziell – einfach Gran Via („Große Straße“).

## Wichtige Gebäude und ihre Architekten

### Erster Abschnitt

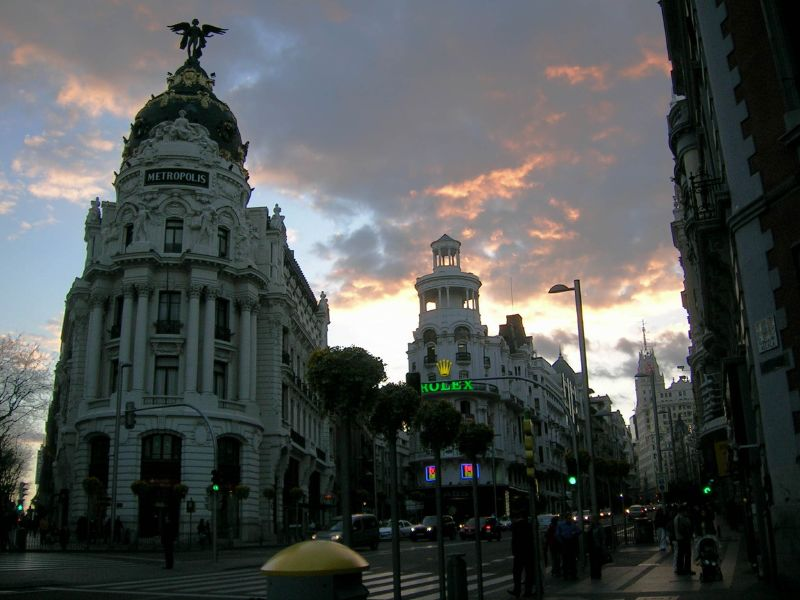
El Edificio Metrópolis und Gran Vía 1

- Edificio Metrópolis (1911) von Jules und Raymond Février. Eigentlich noch Nr. 39 der calle de Alcalá, markiert das Metropolis-Haus das „Tor zur Gran Via“.
- Gran Vía 1 (1916–1917), von Eladio Laredo y Carranza. Historismus gemischt mit Jugendstil. Hier befand sich das Café Molinero.
- Gran Vía 2. Edificio de La Gran Peña (1917), von Eduardo Gambra Sanz und Antonio de Zumárraga.
- Gran Vía 3 (1918), der Brüder Javier und Luis Feduchi.
- Gran Vía 4 (1917–1919), von Ruíz Senen, José Mendoza y Ussía und José Aragón Pradera.
- Gran Vía 5, von José Monasterio Arrillaga.
- Gran Vía 6 (1917–1919), von Mendoza y Ussía und Aragón Pradera.
- Gran Vía 7 Versicherungsgebäude La Estrella (1917–1922) von Pedro Mathet. Neorenaissance.
- Gran Vía 8 (1915) von Francisco Pérez de los Rios. Das erste fertige Gebäude der Gran Via.
- Gran Vía 9, von Francisco Reynals.
- Gran Vía 10, von Pedro Mathet.
- Gran Vía 11 (1915–1917), von Cesáreo Iradier.

- Gran Vía 12, von Eduardo Reynals.

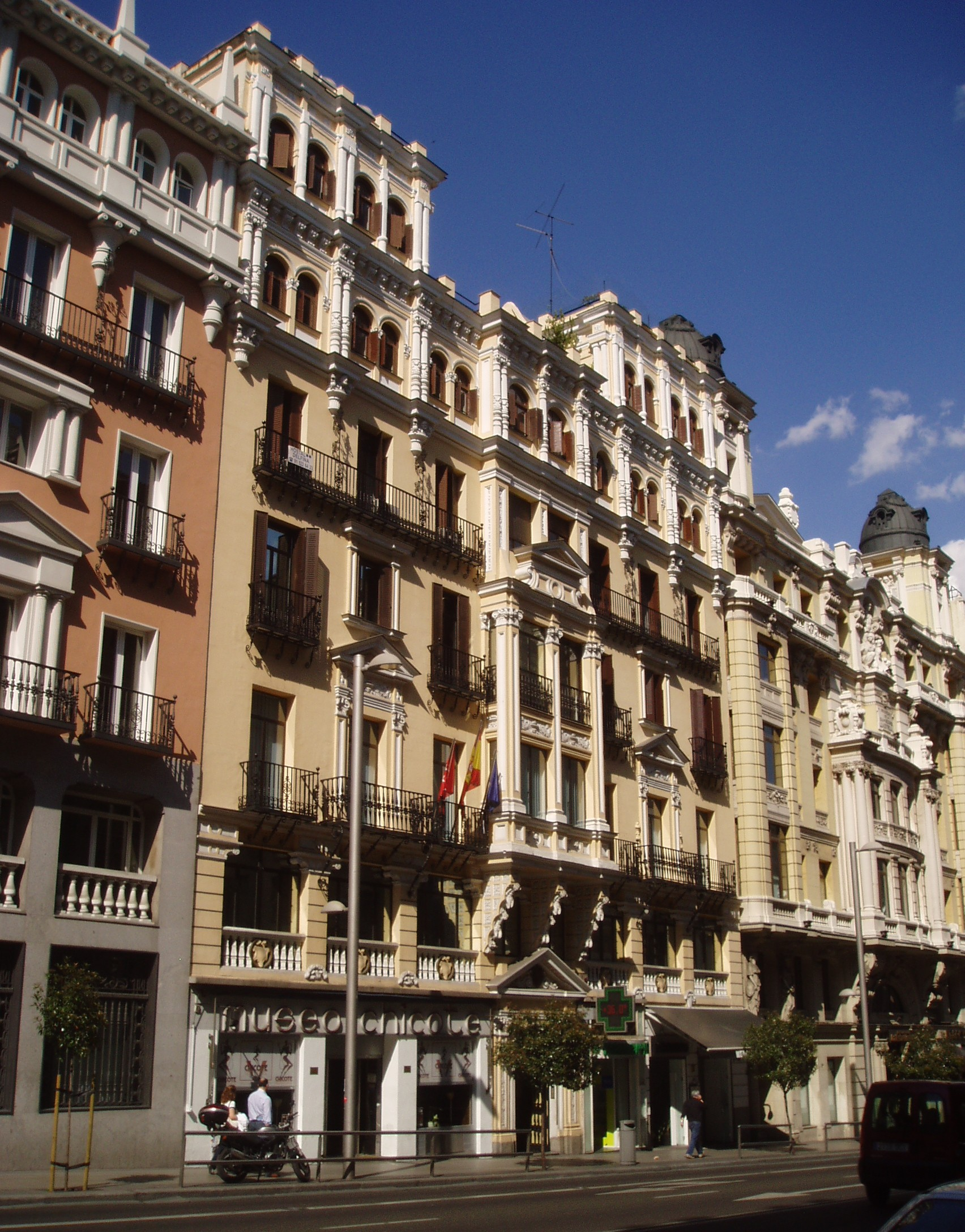
Gran Vía, 12

- Gran Vía 13, Casino Militar von Eduardo Sánchez Eznarriaga. Eine Mischung von Barock und Moderne.
- Gran Vía 15 (1918–1921), von Juan García Cascales.
- Gran Vía 17 Rückseite des Oratorio del Caballero de Gracia (1916) von Carlos de Luque. Umbau in den 1970er Jahren durch Javier Feduchi Benlliure
- Gran Vía 18 (1915–1916), von Felipe de Sala Blanco und Eduardo Reynals.
- Gran Vía 19 (1977), von Francisco Calero.
- Gran Vía 21 (1915–1918), von Julio Martínez Zapata.
- Gran Vía 22 (1919), von Secundino Zuazo.
- Gran Vía 22 duplicado, von Lomas, Manchobes und Vicente García Cabrera.
- Gran Via 24 Círculo de la Unión Mercantil e Industrial (1918–1924), von Joaquín und Luis Sáinz de los Terreros.

### Zweiter Abschnitt

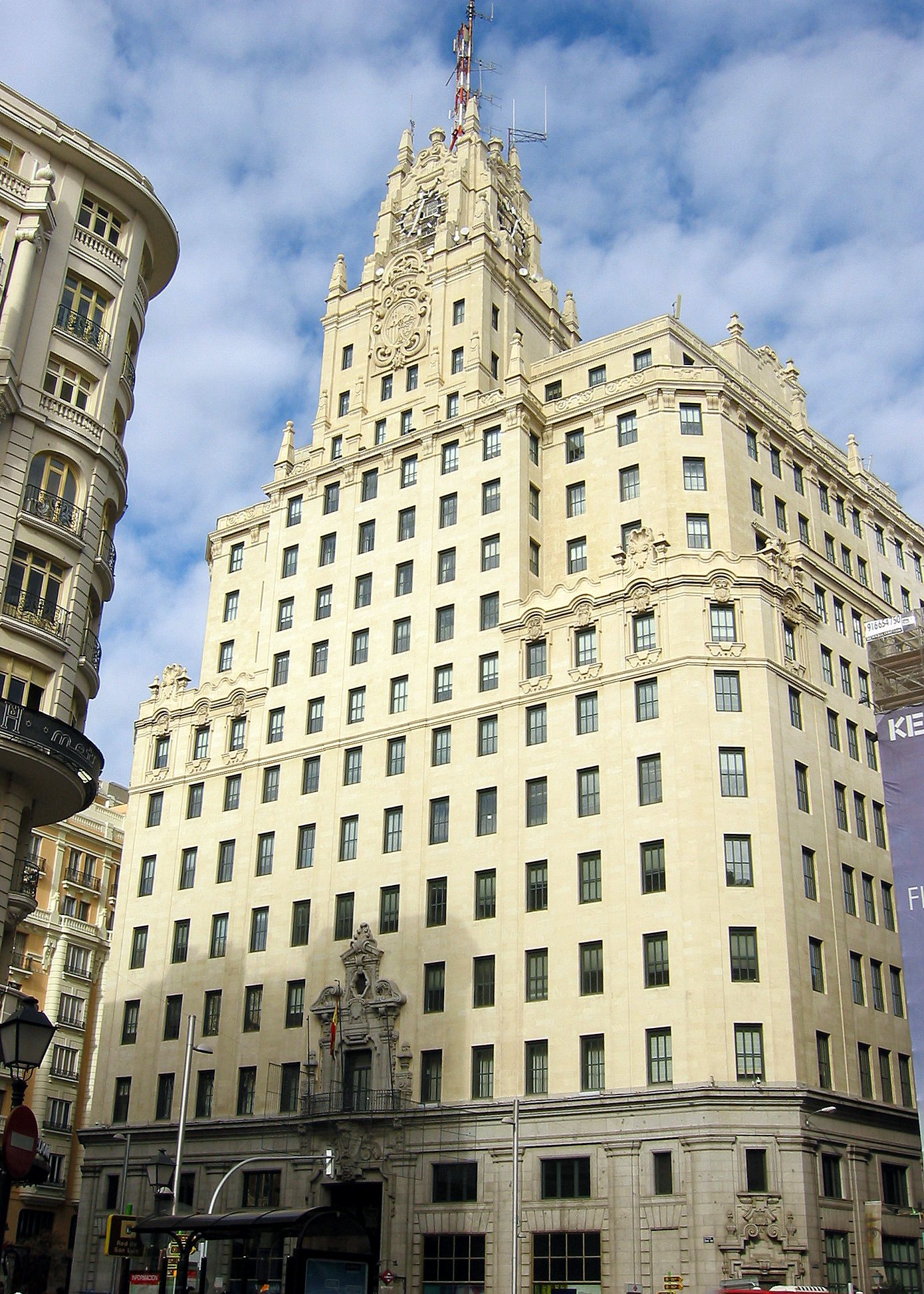
Gran Via 28, Edificio Telefónica

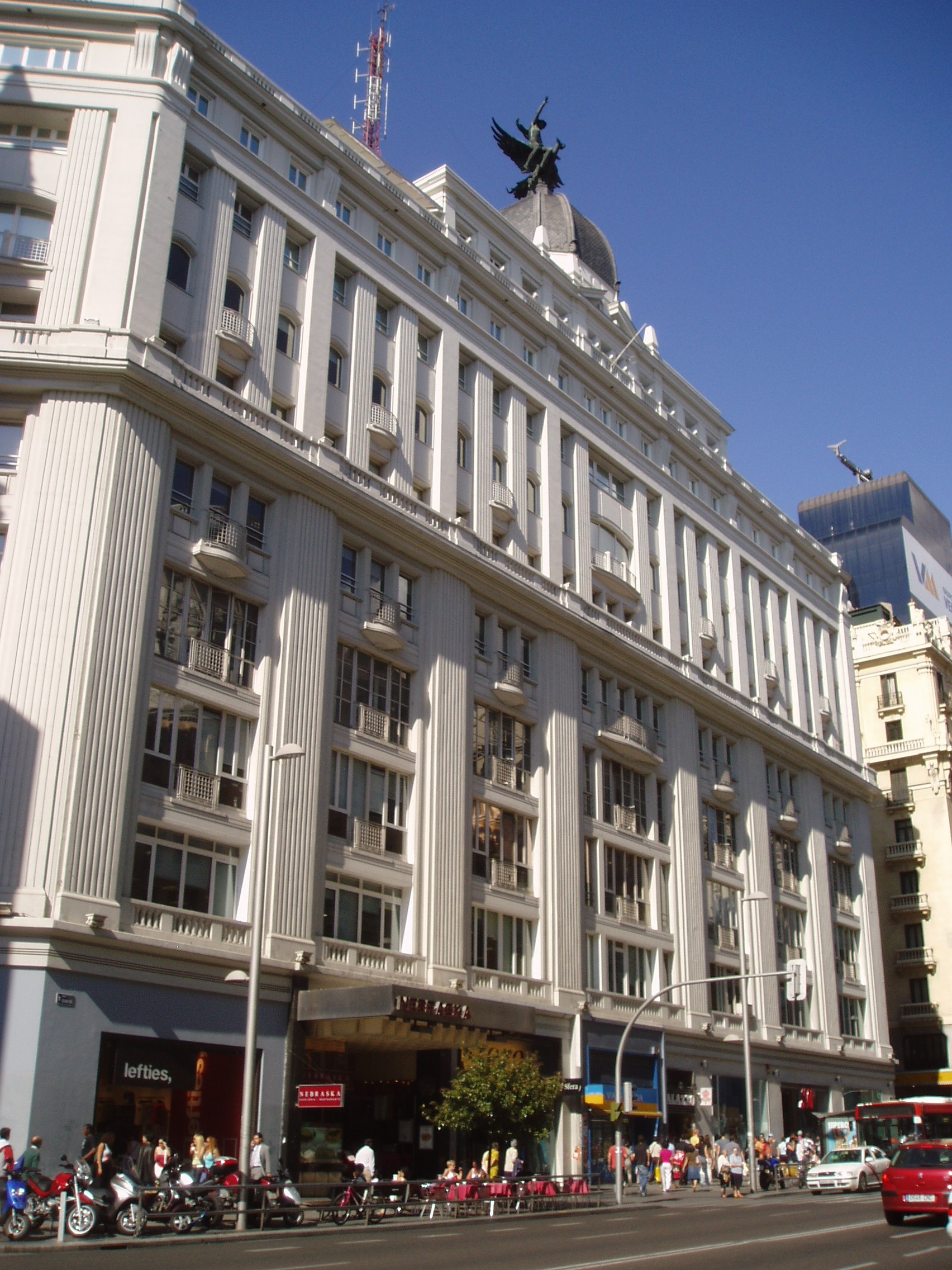
Gran Vía 32, Edificio Madrid-París

- Gran Vía 23 (1918–1923), von Vicente Agustí Elguero und José Espelius Anduaga.
- Gran Vía 25 (1920–1925), von Modesto López Otero.
- Gran Vía 26 (1914–1916), von Pablo Aranda Sánchez.
- Gran Vía 27, Casa Matesanz (1919–1923) von Antonio Palacios, beeinflusst von der Chicago School.
- Gran Vía 28 Edificio Telefónica (1926–1929) von Ignacio de Cárdenas.
- Gran Vía 29 Casa del Libro, von José Yarnoz Larrosa.
- Gran Vía 30 Teatro Fontalba (1919–1924) von Salaberry und Teodoro Anasagasti.
- Gran Vía 31 (1925–1927), von José Miguel de la Quadra-Salcedo.
- Gran Vía 32 Edificio Madrid-París (1922–1924), Madrids höchster Gebäude bis zur Errichtung des Telefonica-Hauses. Architekten Anasagasti.
- Gran Vía 33 (1922), von Pablo Aranda.
- Gran Vía 34 (1921–1924), von José Yarnoz Larrosa und Antonio Palacios. Das Hotel hieß zuerst Hotel Alfonso XIII, dann Avenida, heute Cibeles Cibeles.
- Gran Vía 35 Palacio de la Música (1926), von Secundino Zuazo Ugalde.
- Gran Vía 37, Cine Avenida (1927–1928), von José Miguel de la Quadra-Salcedo.
- Gran Vía 38, Hotel Atlántico, von Joaquín Saldaña y López.
- Gran Vía 49 Seguros la Adriática (1926–1928), von Luis Sáinz de los Terreros.
- Gran Vía 40 (1926–1927), von José Miguel de la Quadra-Salcedo.
- Gran Vía 42 (1923–1926), von Pedro Mathet.
- Gran Vía 44 (1922–1925), von Teodoro de Anasagasti.
- Gran Vía 46 Palacio de la Prensa (1924) von Pedro Muguruza Otaño mit einst großem Kinosaal für 2000 Zuschauer.

### Dritter Abschnitt

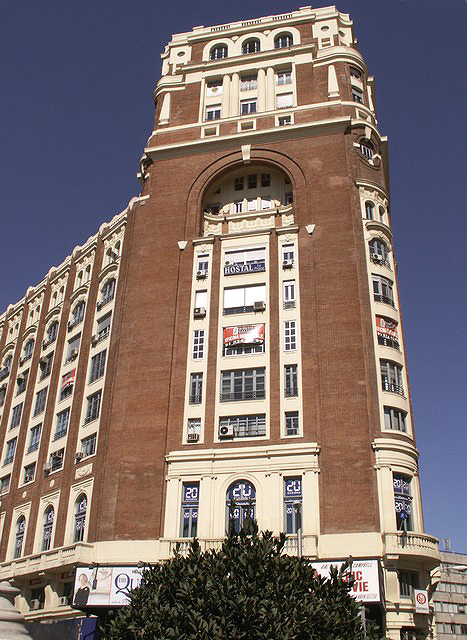
Gran Via 46, El Palacio de la Prensa

- Gran Vía 41 Edificio Carrión (1931–1933), von Luis Martínez Feduchi und Vicente Eced y Eced.
- Gran Vía 43 (1947), von Luis Gutiérrez Soto. Kino Rex.
- Gran Vía 47 (1930), von Eduardo Figueroa.
- Gran Vía 49 (1929–1931), von Eugenio Fernández Quintanilla und José Osuna Fajardo, ein frühes Beispiel der Moderne in Madrid.
- Gran Vía 52, von Luis Díaz de Tolosa.
- Gran Vía 53, 55, 57, 59 Edificio Lope de Vega (1945–1949), von Joaquín Otamendi und Julián Otamendi. Umbau 2003
- Gran Vía 54 Cine Rialto (1930), von José Aragón und Mendoza y Ussía.
- Gran Vía 56 (1928–1929), von Vicente García Cabrera und Jesús Carrasco Muñoz.
- Gran Vía 58 (1927–1928), von Luis López López.
- Gran Vía 60 Edificio del Banco Hispano de Edificación (1930), von Emilio Ortiz de Villajos.

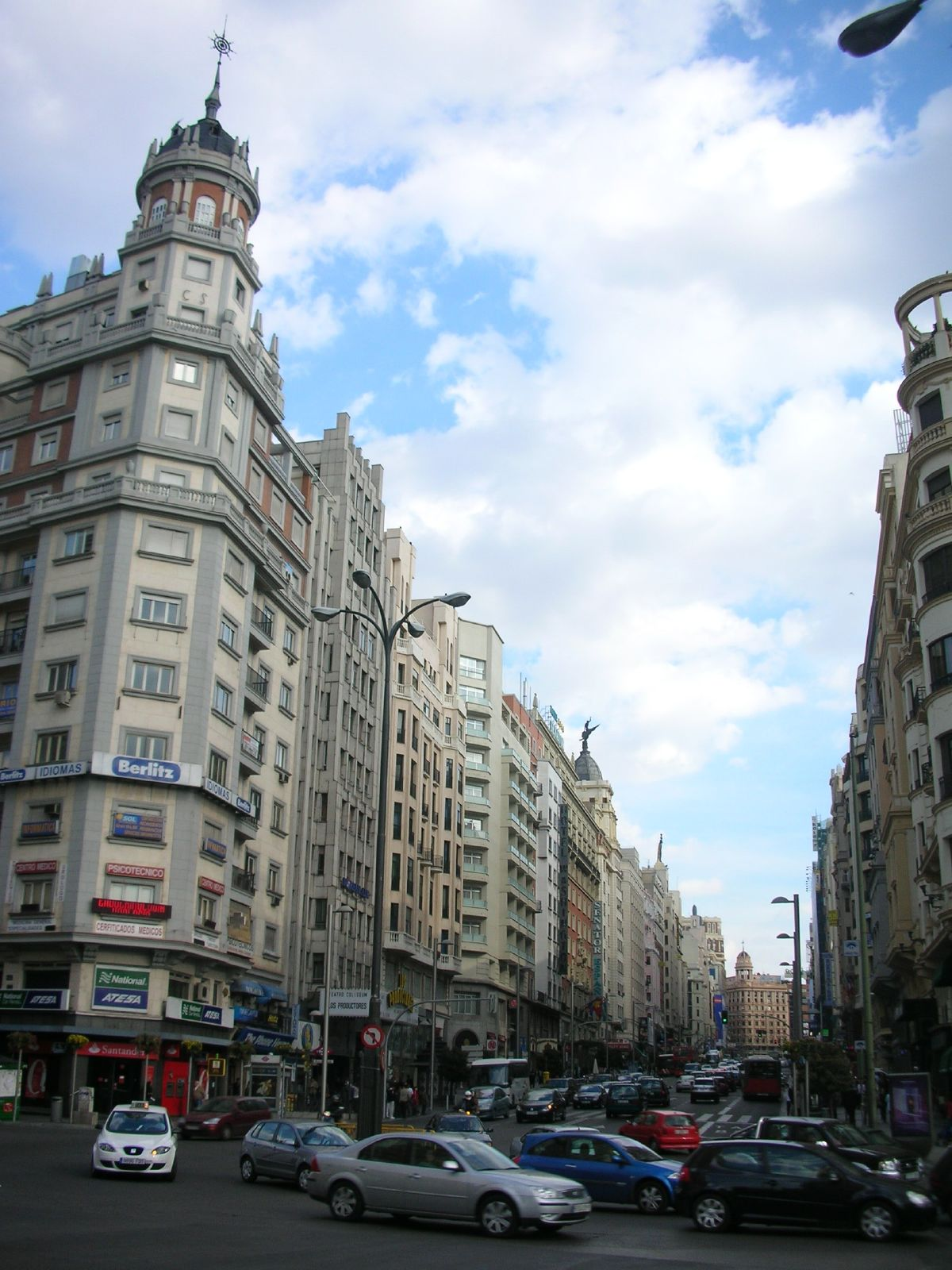
Gran Vía von der Plaza de España.

- Gran Vía 62, von García Lomas y Jesús Martín.
- Gran Vía 64, von Fernando de Escondrillas.
- Gran Vía 66 Cine Gran Vía, von Germán Álvarez Sotomayor.
- Gran Vía 70 (1945–1946), von Pan da Torre. Albergó el cine Pompeya.
- Gran Vía 72 (1952), von Enrique Colás Fontán.
- Gran Vía 74 Hotel Menfis (1953–1954)
- Gran Vía 78 Edificio Coliseum (1931–1932), von Casto Fernández-Shaw und Pedro Muguruza

## La Gran Vía und die Volkskultur
Der Komponist Federico Chueca schrieb zum Libretto von Felipe Pérez y González eine Zarzuela betitelt La Gran Vía über die Streitigkeiten um den Straßendurchbruch während der 1880er-Jahre.